# Kanton Champigny-sur-Marne-Centre
Kanton Champigny-sur-Marne-Centre (fr. Canton de Champigny-sur-Marne-Centre) je francouzský kanton v departementu Val-de-Marne v regionu Île-de-France. Tvoří ho pouze centrum města Champigny-sur-Marne.